# ヤン・スマッツ
ヤン・クリスティアーン・スマッツ（アフリカーンス語: Jan Christiaan Smuts OM CH  ED PC KC FRS、1870年5月24日 – 1950年9月11日）は、南アフリカ連邦およびイギリス連邦の政治家、軍人、哲学者である。南アフリカ連邦で第2代、第4代首相を務めた。

## 略歴
1870年5月24日、イギリス領ケープ植民地のマームズベリーで、アフリカーナーの大農園主の息子として生まれた。ステレンボッシュにあるヴィクトリア・カレッジ（後のステレンボッシュ大学）に進学した後、さらに奨学金を得てケンブリッジ大学に進学した。1895年にケープ植民地に戻ると、ケープタウンで弁護士として開業。1896年にジェームソン襲撃事件が発生するとこれに憤激し、トランスヴァール共和国の首都プレトリアへ移住。同国大統領のポール・クリューガーに才能を認められ、司法長官の地位に就いた。1899年には同国がイギリスに突きつけた最後通牒を起草した。
ボーア戦争が開戦すると、スマッツはトランスヴァール軍の指揮官の一人としてイギリス軍と戦い、首都陥落後もジェームズ・バリー・ミューニック・ヘルツォーク、ルイス・ボータ、クース・デ・ラ・レイらと共に抗戦を続けた。戦争末期にはケープ植民地の奥深くを転戦して、ケープのアフリカーナーによる反乱を企図したが、これは失敗に終わった。敗戦後のスマッツは、ボータと共にトランスヴァールのアフリカーナーの指導者となり、オレンジ川植民地（旧オレンジ自由国）のアフリカーナー指導者となったヘルツォークとも協力して、自治回復の運動を繰り広げた。
1907年の選挙でアフリカーナー勢力は大勝し、スマッツはトランスヴァール植民地の指導者となった。スマッツとボータは南アフリカ4植民地の合同を提唱し、各植民地も賛同。1910年に南アフリカ連邦が成立すると、スマッツはボータ内閣の内務大臣・国防大臣に就任。様々な内閣で大臣を歴任した後、1919年から1924年、及び1939年から1948年にかけては、南アフリカ連邦の首相を務めた。また第一次世界大戦と第二次世界大戦時には、イギリスの陸軍元帥の地位にも就いている。
南アフリカ現地生まれ白人の多くがそうであるように、当初は首相として人種間差別を擁護する姿勢を取り、黒人の解放は西洋文明の究極的崩壊に繋がるとも考えていた。1923年には都市の外れに黒人隔離行政区を建設し、黒人を都市から一掃する措置を講じた。一方で第一次大戦以降は、アフリカーナーたちが推進する人種隔離政策に反対するようになる。第二次大戦後にはファーガン委員会を設立。委員会は南アフリカの全ての隔離政策を放棄することを支持していた。しかしスマッツが提案を実行する前の1948年、選挙に敗北し下野。南アフリカではアパルトヘイトが進められることとなる。1950年9月11日にスマッツは死去した。

## 人物

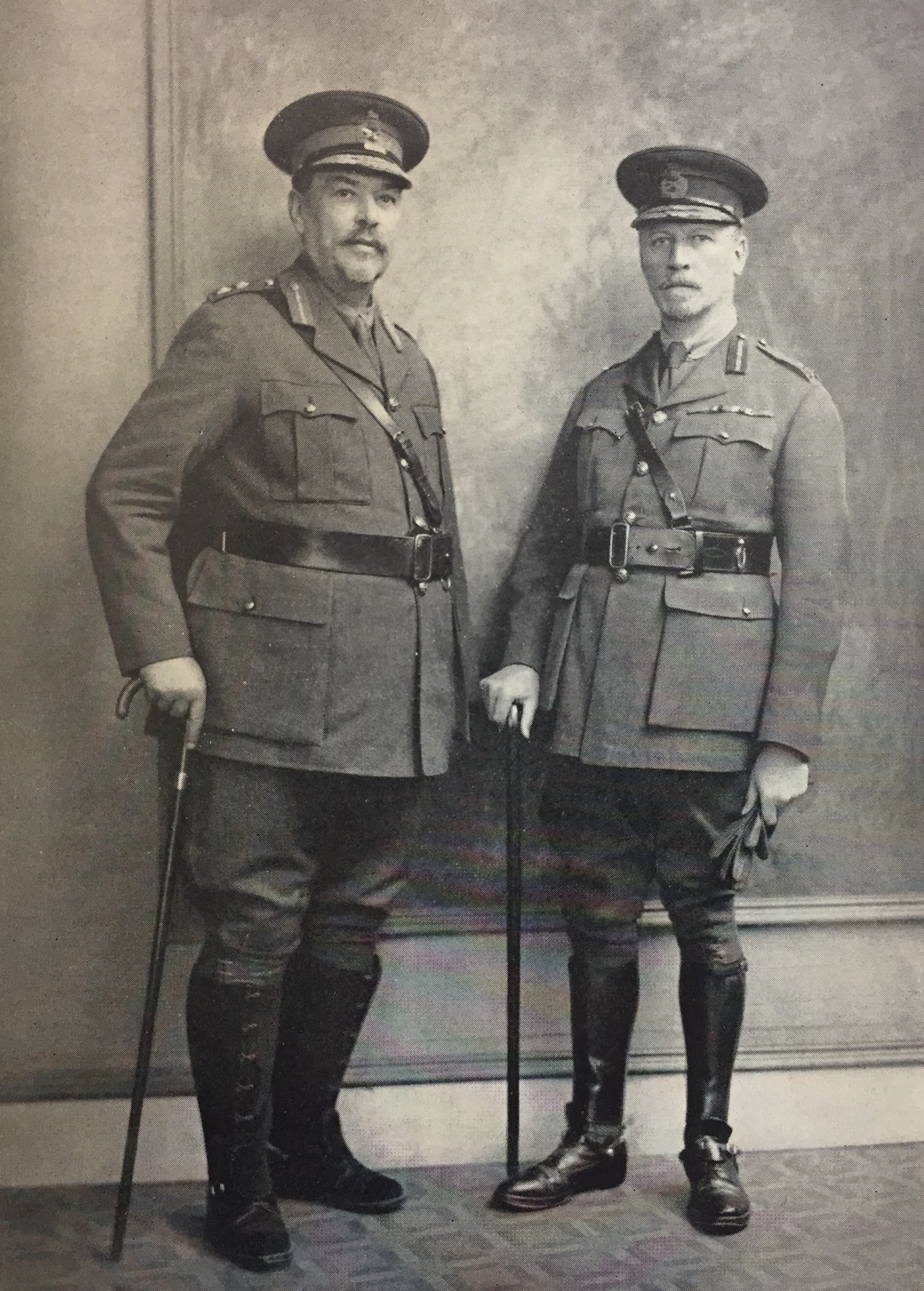
ルイス・ボータ（左）とスマッツ

スマッツは、第二次ボーア戦争の時指揮官として導いている。第一次世界大戦の間はドイツに対して南アフリカの軍隊を仕向け南西アフリカを占拠し東アフリカではイギリス軍を指揮した。1917年から1919年まで英国戦争内閣の一員であり、イギリス空軍創設にも助力している。第二次世界大戦の間は彼は1941年にイギリス軍の陸軍元帥となり、ウィンストン・チャーチルの下、戦時内閣にも入閣した。スマッツは両大戦の平和条約に署名した唯一の人物でもある。スマッツの成果の一つとしては国際連盟と国際連合の設立に関わったことも挙げられる。国際連盟規約と国際連合憲章の両方に署名した唯一の人物であり、国連憲章の前文を書いた。イギリスとイギリス連邦を樹立する時、いままでの関係を再検討した。
スマッツは、ユダヤ人移民を規制したマクドナルド白書に反対し、ユダヤ人のシオニズム運動に協力的であった。1949年にはスマッツと親交があったイスラエル初代大統領ハイム・ヴァイツマンの75歳の誕生日を祝うハーバート・サミュエル主催の夕食会に参加してヴァイツマンをモーセやダビデと比較して称えた。イスラエルでは恩人としていくつかの通りやキブツにスマッツの名前がついている。
1926年に刊行している『ホーリズムと進化（Holism and Evolution）』では、生物学における個的機械主義的原子論的な姿勢を問題化して、人格的全体論的姿勢を訴えている。1942年にロイヤル・ソサエティ・オブ・アーツよりアルバート・メダルを授与された。
2004年、南アフリカ放送協会による古今の南アフリカで一番の偉人を選ぶ投票でその中の一人に選ばれた。政治的な理由により放送には利用されなかったが、最終的なトップ10は第2ラウンドで決定されるが第1ラウンドではネルソン・マンデラが1位となった。スマッツは6位であった。